# Șinca
Șinca is een Roemeense gemeente in het district Brașov.
Șinca telt 3689 inwoners.